# Turkovići Ogulinski
Turkovići Ogulinski – wieś w Chorwacji, w żupanii karlowackiej, w mieście Ogulin. W 2011 roku liczyła 249 mieszkańców.